# Winchester Regional Airport

i7
i11
i13
Winchester Regional Airport (IATA: WGO, ICAO: KOKV, FAA LID: OKV) ist ein öffentlicher Flughafen im Besitz der Winchester Regional Airport Authority. Er liegt etwa 6 km südöstlich des Central Business District von Winchester, einer Independent City in Virginia in den Vereinigten Staaten, die vollständig vom Frederick County umgeben ist. Der Flughafen wurde 1937 erstmals für den kommerziellen Luftverkehr lizenziert und wurde bis 1987 als Winchester Municipal Airport bezeichnet.
Im Gegensatz zu vielen anderen US-Flughäfen, bei denen FAA und IATA identische Codes verwenden, hat die FAA diesem Flughafen die Kombination OKV zugewiesen, während die ICAO den Flughafen unter WGO führt (die ICAO verwendet OKV für den Flughafen in Okao in Papua-Neuguinea).

## Ausstattung
Der Winchester Regional Airport bedeckt eine Fläche von 375 Acre (152 ha) und liegt 221 m über dem Meeresspiegel. Die asphaltierte Start- und Landebahn trägt die Bezeichnung 14/32; sie ist 5500 Fuß lang und 100 Fuß breit (1676 m × 30 m). Der Flughafen ist mit einem Instrumentenlandesystem ausgestattet, und der Landekurssender befindet sich auf der nordwestlichen Seite des Flughafens.

## Nutzung
In den 12 Monaten, die am 31. Mai 2013 endeten, fanden auf dem Flughafen 42.065 Flugbewegungen statt. 40.250 davon entfielen auf allgemeine Luftfahrt und 1815 auf Lufttaxiflüge. Zu diesem Stichtag hatten 106 Flugzeuge ihre Basis auf diesem Flughafen; 89 einmotorige und 12 mehrmotorige Flugzeuge, außerdem waren zwei Strahlflugzeuge, zwei Hubschrauber und ein Ultraleichtflugzeug hier registriert.

## Belege
1. 1 2 3  FAA Airport Master Record for OKV (Memento des Originals vom 24. September 2015 im Internet Archive)  Info: Der Archivlink wurde automatisch eingesetzt und noch nicht geprüft. Bitte prüfe Original- und Archivlink gemäß Anleitung und entferne dann diesen Hinweis.
2. ↑  From a grass runway to a busy modern enterprise. (PDF) In: The Winchester Star. 27. Dezember 2007, archiviert vom Original am 4. März 2016; abgerufen am 15. November 2020.
3. ↑  Laura Arenschield: Flying High: The History of Aviation in the Winchester Area Is A Chronicle of Continuing Growth and Progress. In: The Winchester Star. 20. Dezember 2003, archiviert vom Original am 26. Februar 2005; abgerufen am 30. Mai 2009.
4. ↑  Great Circle Mapper: WGO / KOKV – Winchester, Virginia (Winchester Regional Airport)
5. ↑  Flughafendaten Okao Airport  im Aviation Safety Network (englisch)
6. ↑  FAA diagram of the airport’s instrument approach (PDF)